# NGC 6267
NGC 6267 é uma galáxia espiral barrada (SBc) localizada na direcção da constelação de Hercules. Possui uma declinação de +22° 59' 07" e uma ascensão recta de 16 horas, 58 minutos e 08,7 segundos.
A galáxia NGC 6267 foi descoberta em 15 de Maio de 1784 por William Herschel.